# Erwin von Lahousen
Erwin Heinrich René Lahousen (Edler von) Vivremont (* 25. října 1897 Vídeň; † 24. února 1955 Innsbruck) byl rakouský důstojník. Během Druhé světové války byl generálmajorem Wehrmachtu a členem vojenského odboje proti režimu.

## Život
Lahousen pocházel z rodiny, která byla povýšena do šlechtického stavu roku 1880. Jeho otec, Wilhelm Carl, byl Plukovník v c. a k. pěším pluku č. 88.

### Během první světové války
Po absolvování čtyř tříd nižšího gymnázia, tří let na vojenské reálce v Hranicích a kvůli válce jen po dvou letech Tereziánské vojenské akademii ve Vídeňském Novém Městě byl roku 1915 v hodnosti Leutnant (poručík) přiřazen k pěšímu pluku č. 14. Lahousen nedosáhl převelení ke kavalérii a celou první světovou válku prožil na frontě. V roce 1916 se účastnil útoku na Monte Cimone, při kterém byl zraněn do plic. Po neúplném uzdravení byl v srpnu 1917 převelen na jižní frontu a účastnil se 11. bitvy na Soči a v jejím rámci na dobývání Monte San Gabriele. V roce 1918 byl Lahousen nasazen v úseku 50. pěší divize. Během vojenské služby dostal následující vyznamenání: Vojenský záslužný kříž s meči a válečnou dekorací, Karlův vojenský kříž. Po skončení války pochodovala jeho divize z fronty do Vídně a tím unikla italskému zajetí.

### V armádě První republiky (Rakousko)
Od ledna 1919 do roku 1920 sloužil ve Volkswehru v první provizorní armádě Rakouska po světové válce. V říjnu 1920 složil slavnostní přísahu u profesionální armády První republiky a od května 1921 byl převelen do Lince a od roku 1922 do města Freistadt. 1. května 1925 byl povýšen do hodnosti Hauptman (kapitán). V roce 1929 absolvoval "armádní psychotechnický kurz" a v roce 1930 byl přijat ke studiu pro vyšší velitelskou službu (generálský kurz). V srpnu 1933 byl povýšen do hodnosti majora a po zkušební lhůtě byl převelen v roce 1935 na ministerstvo obrany. Zde vedl po povýšení do hodnosti Obertsleutnant (podplukovník) až do roku 1938 Evidenz- und Informationsdienst (výzvědnou službu). Jeho nástupcen ve Vídni se stal v roce 1938 Rudolf von Marogna-Redwitz.

### Důstojník Abwehru a člen odboje
Po převzetí do Wehrmachtu vedl podplukovník Lahousen od 1. ledna 1939 oddělení II úřadu zahraničí/Abwehr. V tuto dobu začal, na příkaz Wilhelma Canarise, vést služební deník. Deníky Lahouseho jsou uloženy v národním archivu ve Washingtonu a dávají vhled na historické dění.
25. a 26. srpna vedl Lahouse neúspěšný pokus o obsazení Jablunkovského průsmyku. Jednalo se o útok v předvečer invaze do Polska.
Když byly v průběhu války ignorovány protesty proti zločinům německé armády, rozhodli se Canaris a Lahousen podporovat kroky k atentátu na Hitlera spojené s pádem režimu. Canaris v březnu 1943 ve společnosti Lahousenho a Hanse von Dohnanyi cestovali na poradu ke Skupině armád Střed, tak se Lahounsemu podařilo vzít s sebou bednu anglické výbušniny. Henning von Tresckow a Fabian von Schlabrendorff převzali výbušninu a předali ji 13. března 1943 plukovníkovi (Oberst) Brandtovi, který letěl v letadle s Hitlerem. Zařízení z technických důvodů selhalo. Lahousen měl být povýšen do hodnosti generálmajora a toto povýšení bylo podmíněno šestiměsíčním pobytem na frontě. Z tohoto důvodu předal 1. srpna 1943 vedení oddělení II plukovníku Wesselu Freytag von Loringhoven.
Na frontě převzal Lahousen velení u grenadierregimmentu 96. Během operace Bagration dostalo jeho bojové stanoviště přímý zásah a Lahousen byl těžce raněn. Kvůli zranění byl převelen do Führerreserve a 1. ledna 1945 byl povýšen na generálmajora. Lahousenova účast na spiknutí byla Gestapem a SD, kvůli pobytu na frontě, opominuta.

### Po skončení války
Po skončení války byl generálmajor Lahousen v americkém zajetí a byl od 23. srpna do 8. prosince 1946 vyslýchán britskou tajnou službou.
30. listopadu 1945 vypovídal u Norimberského procesu jako korunní svědek obžaloby.
Po propuštění z amerického zajetí 4. června 1947 se stáhl do ústraní a žil v obci Seefeld in Tirol. V roce 1953 se oženil s vdovou po rakouském státní sekretáři Theodoru Znidaricovi a odstěhoval se s ní a jejími třemi dětmi do Innsbrucku. Zde zemřel 24. února 1955 na infarkt.

## Vyznamenání
- Německý kříž, ve zlatě